# Biografielijst Hu

## Hu
- Kelly Hu (1968), Amerikaans actrice
- Wan Hu (? - ca. 1500), Chinese ambtenaar in de Ming-dynastie

## Hua
- Johnson Huang (1974), Taiwanees autocoureur
- Huang Ju (1938-2007), Chinees politicus
- Huang You-di (1912-2010), Taiwanees musicus en componist
- Tina Huang, Amerikaans actrice
- Huáscar (1503-1532), Incaheerser

## Hub

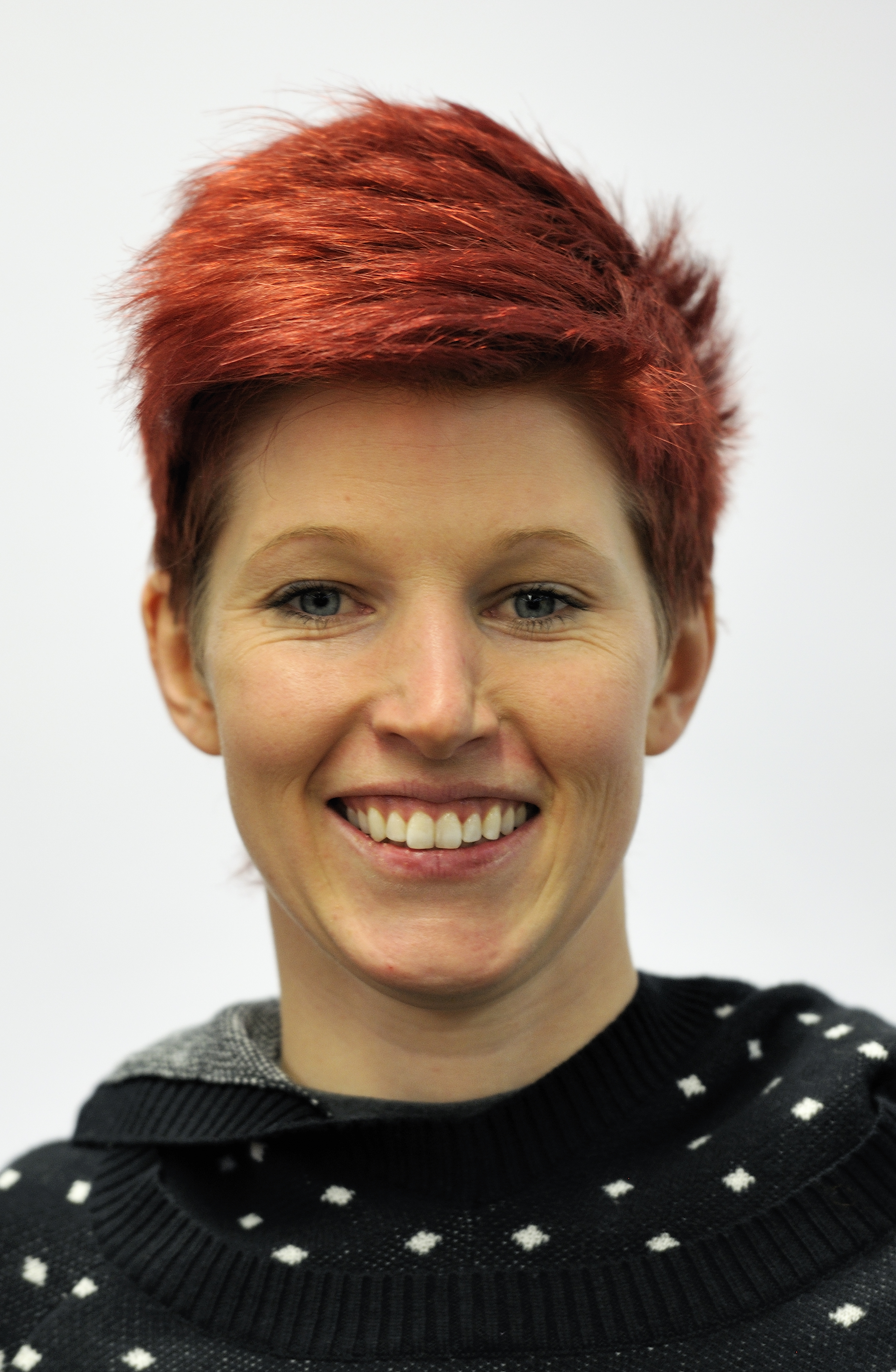
Anja Huber

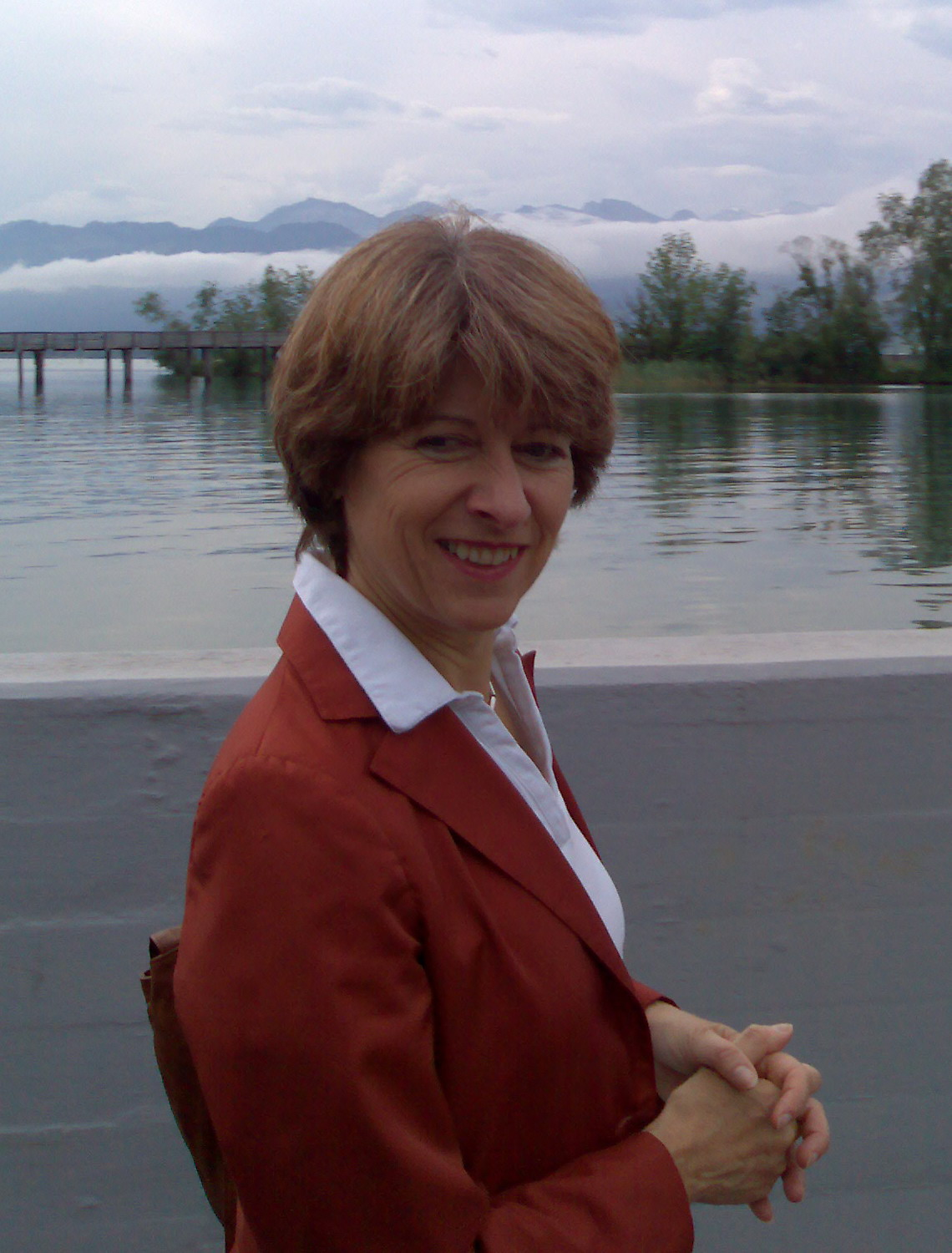
Annemarie Huber-Hotz

- Freddie Hubalde (1953), Filipijns basketballer
- Elizabeth Hubbard (1933-2023), Amerikaans actrice
- Freddie Hubbard (1938-2008), Amerikaans jazztrompettist
- Madison Hubbell (1991), Amerikaans kunstschaatsster
- Antoon Hubben (1919-1992), Nederlands burgemeester en vakbondsbestuurder
- Edwin Hubble (1889-1953), Amerikaans astronoom
- André Hubeau (1910-1995), Belgisch politicus
- David H. Hubel (1926-2013), Canadees-Amerikaans neurobioloog en Nobelprijswinnaar
- Anja Huber (1983), Duits skeletonster
- Anke Huber (1974), Duits tennisster
- Daniel Huber (1993), Oostenrijks schansspringer
- Nicolas Huber (1995), Zwitsers snowboarder
- Stefan Huber (1966), Zwitsers voetballer
- Annemarie Huber-Hotz (1948-2019), Zwitsers politicus
- Bronisław Huberman (1881-1947), Pools violist
- Anthoine Hubert (1996-2019), Frans autocoureur
- Timothy Hubert (1982), Belgisch atleet
- Willem Huberts (1953), Nederlands bibliothecaris, bibliograaf, literair-historisch onderzoeker en dichter
- Ernst Huberty (1927-2023), Duits-Luxemburgs sportjournalist en televisiepresentator
- Gaston Hubin (1886-1950), Belgisch voetballer
- Georges Hubin (1863-1947), Belgisch politicus
- Anna Hübler (1885-1976), Duits kunstschaatsster
- Season Hubley (1951), Amerikaans actrice
- Dario Hübner (1967), Italiaans voetballer
- Michael Hübner (1959-2024), Duits baanwielrenner
- Sascha Hübner (1988), Duits baanwielrenner
- Ambrosius Hubrecht (1853-1915), Nederlands bioloog en medicus
- Sjaak Hubregtse (1944-2007), Nederlands letterkundige en publicist

## Huc
- Évariste Huc (1813-1860), Frans missionaris
- Branko Hucika (1977), Kroatisch voetballer
- Wilhelm Huck (1970), Nederlands hoogleraar fysische organische chemie
- Mike Huckabee (1955), Amerikaans predikant en politicus

## Hud

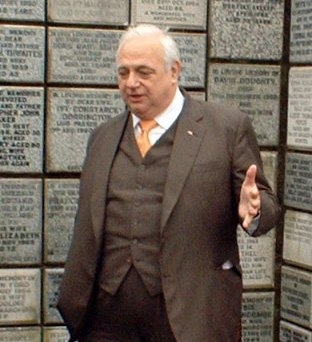
Roy Hudd

- Harald Hudak (1957-2024), Duits atleet
- Jen Hudak (1986), Amerikaans freestyleskiester
- Roy Hudd (1936-2020), Brits acteur, auteur, komiek en radiopresentator
- Molly Huddle (1984), Amerikaans atlete
- David Huddleston (1930-2016), Amerikaans acteur
- Jan Hudec (1981), Canadees alpineskiër
- Vanessa Hudgens (1988), Amerikaans model, actrice en zangeres
- Charlotte Hudson (1972), Brits presentatrice
- Ernie Hudson (1945), Amerikaans acteur
- Garth Hudson (1937-2025), Canadees musicus
- Gary Hudson (1956), Amerikaans acteur, filmproducent en filmregisseur
- Henry Hudson (1565-ca.1611), Engels zeevaarder en poolonderzoeker
- Jennifer Hudson (1981), Amerikaans actrice en zangeres
- Kate Hudson (1979), Amerikaans actrice
- Oliver Hudson (1976), Amerikaans acteur
- Richard Hudson (1948), Brits zanger en slagwerker
- Rock Hudson (1925-1985), Amerikaans acteur
- Saul Hudson (1965), Engels gitarist (Slash)
- Toni Hudson (1960), Amerikaans actrice
- William Hudson (1730-1793), Engels botanicus en apotheker
- Matthew Hudson-Smith (1994), Brits atleet

## Hue

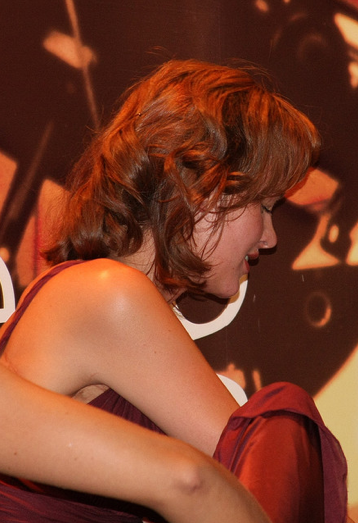
Paz de la Huerta, 2009

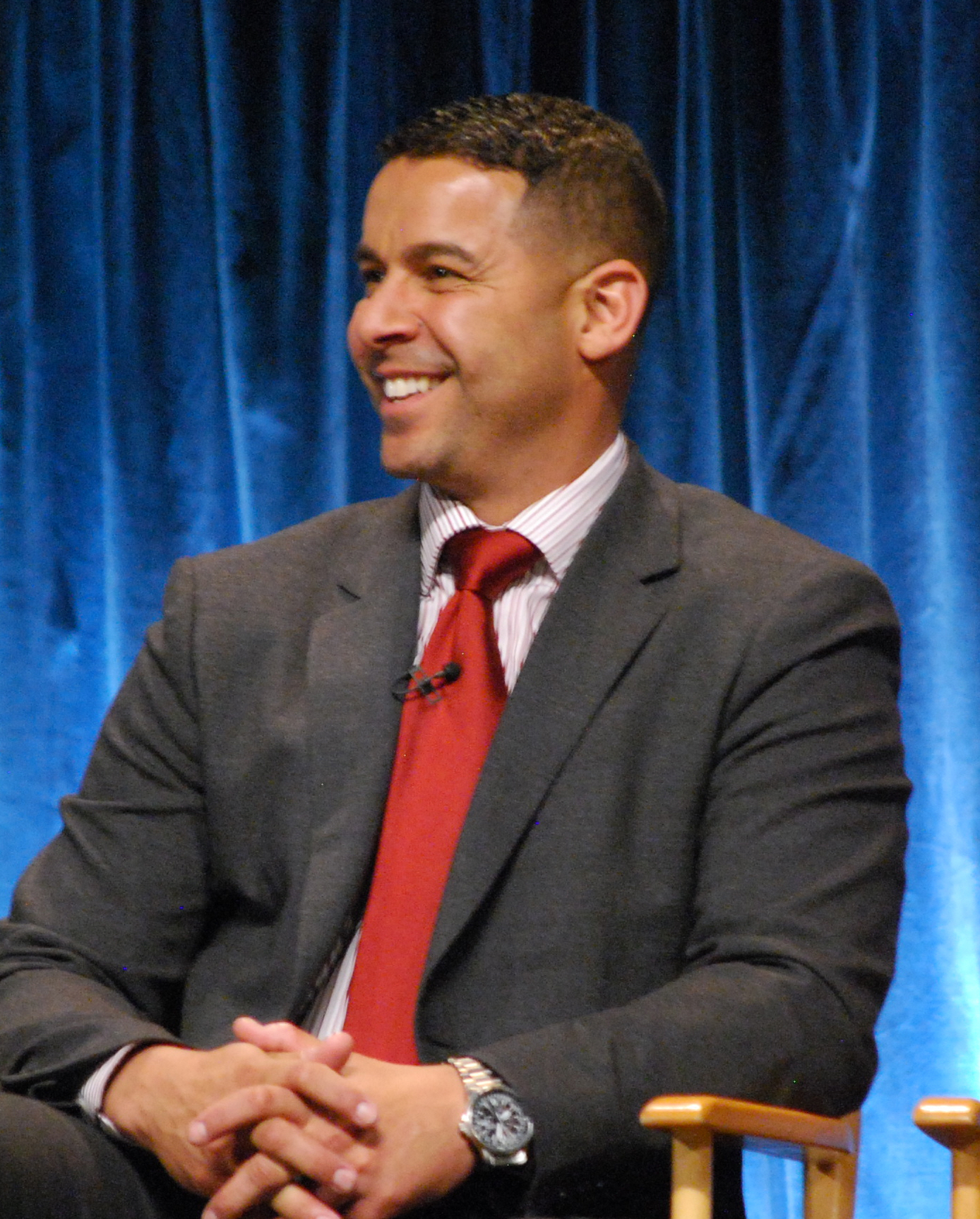
Jon Huertas, 2012

- Geoff Huegill (1979), Australisch zwemmer
- Adolfo de la Huerta (1881–1955), Mexicaans politicus
- Paz de la Huerta (1984), Amerikaans actrice en model
- Victoriano Huerta Márquez (1854-1916), Mexicaans generaal en politicus
- Adrián Huertas (2003), Spaans motorcoureur
- Carlos Huertas (1991), Colombiaans autocoureur
- Jon Huertas, Amerikaans acteur en filmproducent
- Fedja van Huêt (1973), Nederlands acteur
- Joop Hueting (1927-2018), Nederlands militair, psycholoog en klokkenluider

## Huf
- Neal Huff, Amerikaans acteur
- Robert Huff (1979), Brits autocoureur
- Alexandra van Huffelen (1968), Nederlands politica en bestuurder
- Renate Hufkens (1984), Belgisch politica
- Cady Huffman (1965), Amerikaans actrice
- David Huffman (1925-1999), Amerikaans informaticus
- Tatjana Hüfner (1983), Duits rodelaarster

## Hug

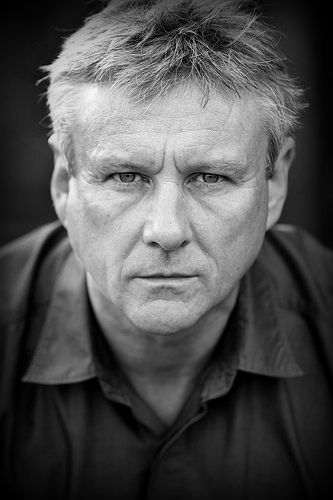
Aneirin Hughes

- Ferdinand Hendrik Johannes (Ferd) Hugas (1937-2025), Nederlands acteur en scenarioschrijver
- Jan Hugens (1939-2011), Nederlands profwielrenner
- Charles B. Huggins (1901-1997), Canadees-Amerikaans arts, fysioloog en Nobelprijswinnaar
- Margaret Huggins (1848-1915), Iers astronome
- Aneirin Hughes (1958), Welsh acteur
- Barnard Hughes (1915-2006), Amerikaans acteur
- Barry Hughes (1937-2019), Brits voetbaltrainer en zanger
- Clara Hughes (1972), Canadees schaatsster en wielrenster
- Frank John Hughes (1967), Amerikaans acteur, filmproducent en scenarioschrijver
- Geoffrey Hughes (1944-2012), Brits acteur
- Howard Hughes (1905-1976), Amerikaans piloot, filmproducent en filmregisseur
- Jake Hughes (1994), Brits autocoureur
- Jarryd Hughes (1995), Australisch snowboarder
- John Hughes (1950-2009), Amerikaans filmregisseur, -producent en scenarioschrijver
- Lochie Hughes (2002), Australisch autocoureur
- Mark Hughes (1963), Welsh voetballer en voetbalcoach
- Milko Hughes (1986), Amerikaans acteur
- Netherwood Hughes (1900-2009), Brits militair
- Phillip Hughes (1988-2014), Australisch cricketer
- Emily Hughes (1989), Amerikaans kunstschaatsster
- Sarah Hughes (1985), Amerikaans kunstschaatsster
- Tresa Hughes (1929-2011), Amerikaans actrice
- Zharnel Hughes (1995), Brits atleet
- Victor Hugo (1802-1885), Frans schrijver

## Huh
- Huh Jung-moo (1955), Zuid-Koreaans voetballer

## Hui

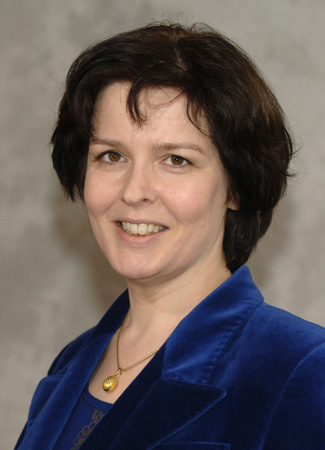
Tineke Huizinga

- Hans Huibers (1961), Nederlands politicus
- Henricus Huijbers (1881-1929), Nederlands geschiedkundige
- Mickey Huibregtsen (1940-2022),  Nederlands manager en sportbestuurder
- Jan Huijgen (1888-?), Nederlands snelwandelaar
- Meine Huisenga (1876-1946), Nederlands beeldhouwer
- Christiaan Huijgens (1897-1963), Nederlands langeafstandsloper
- Coos Huijsen (1939), Nederlands politicus en leraar\
- Govert Huijser (1931-2014), Nederlands generaal en chef defensiestaf
- Bob Huijsmans (1917-1994), Nederlandse ambtenaar
- Celine Huijsmans (1985), Nederlandse televisiepresentatrice en nieuwslezeres
- Constant Cornelis Huijsmans (1810-1886), Nederlandse tekenleraar en kunstschilder
- Eefje Huijsmans (1986), Nederlandse handbalster
- Anton Huiskes (1928-2008), Nederlands schaatser en schaatscoach
- Henny Huisman (1951), Nederlands televisiepresentator
- Jan Huisman (1949), Nederlands politicus
- Josje Huisman (1986), Nederlands zangeres, danseres, presentatrice en musicalactrice
- Lisanne Huisman (1987), Nederlands shorttrackster
- Michiel Huisman (1981), Nederlands acteur en muzikant
- Saakje Huisman (1951-2001), Nederlands-Fries schrijfster
- Sjoerd Huisman (1986-2013), Nederlands skeeleraar en marathonschaatser
- Dave Huismans (?), Nederlands muzikant, bekend onder het pseudoniem 2562
- Emma Huismans (1946), Nederlands en Zuid-Afrikaans schrijfster, journaliste en voormalig anti-apartheidsactiviste
- Maurice Huismans (1973), Nederlands diskjockey, bekend onder het pseudoniem DJ Maurice
- Pieter Huistra (1967), Nederlands voetballer
- Otto Huiswoud (1893-1961), Surinaams politiek activist
- Betsy Huitema-Kaiser (1894-1978), Nederlands schilderes en tekenares
- Gerrit Huitsing (1928-2014), Nederlands burgemeester
- Inge Huitzing (1974), Nederlands paralympisch sportster
- Louwe Huizenga (1893-1973), Nederlands atleet
- Lennie Huizer (1946), Nederlands politica
- Rien Huizing (1931), Nederlands nieuwslezer
- Ilse Huizinga (1966), Nederlands jazz-zangeres
- Johan Huizinga (1872-1945), Nederlands historicus
- Leonhard Huizinga (1906-1980), Nederlands schrijver
- Mark Huizinga (1973), Nederlands judoka
- Tineke Huizinga (1960), Nederlands politica en columniste

## Hul
- Stefan Hula (1986), Pools schansspringer
- Georges Hulin de Loo (1862-1945), Belgisch kunsthistoricus, hoogleraar en burgemeester
- Jori Hulkkonen (1973), Fins danceproducer
- Willem van den Hull (1778-1858), Nederlands onderwijzer
- Mariska Hulscher (1964), Nederlands televisiepresentatrice en columniste
- Chuck Hulse (1927-2020), Amerikaans autocoureur
- Russell Hulse (1950), Amerikaans natuurkundige en Nobelprijswinnaar
- Sylvie Hülsemann (1944), Luxemburgs waterskiester
- Wil Hulshof-van Montfoort (1935-2025), Nederlands atlete
- Allard Hulshoff (1734-1795), Nederlands doopsgezind predikant
- Maria Aletta Hulshoff (1781-1846), Nederlands geweldloosheidverdediger en feministe
- Barry Hulshoff (1946-2020), Nederlands voetballer en voetbalcoach
- Ben Hulshoff (1953), Nederlands voetballer
- Dennis Hulshoff (1970), Nederlands voetballer
- Sipke Hulshoff (1975), Nederlands voetbaltrainer
- Ben Hulsman (1931), Nederlands acteur
- Gerrit Hulsman (1900-1964), Nederlands voetballer
- Marcel Hulspas (1960), Nederlands natuurkundige, journalist en columnist
- Dominique van Hulst (1981), Nederlands zangeres (Do)
- Elly van Hulst (1959), Nederlands atlete
- Hendrik van de Hulst (1918-2000), Nederlands astronoom
- Johan van Hulst (1911-2018), Nederlands pedagoog, verzetsstrijder en politicus
- Rob van Hulst (1957), Nederlands acteur en ondernemer
- W.G. van de Hulst jr. (1917-2006), Nederlands kunstschilder, beeldhouwer, kinderboekenschrijver en illustrator
- W.G. van de Hulst sr. (1879-1963), Nederlands kinderboekenschrijver
- Jens Hultén (1963), Zweeds acteur
- Michiel van Hulten (1969), Nederlands politicus
- Albert Hulzebosch (1949), Nederlands wielrenner
- Daniël Hulzebosch (1975), Nederlands korfballer en korfbalcoach
- Erik Hulzebosch (1970), Nederlands schaatser en zanger
- Roger Hulzebosch (1970), Nederlands korfballer en korfbalcoach
- Tineke Hulzebosch (1966), Nederlands schaatsster
- Jenita Hulzebosch-Smit (1974), Nederlands schaatsster

## Hum

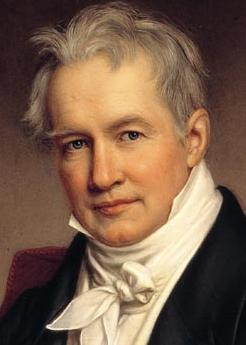
Alexander von Humboldt

- Ashley Humbert (1982), Australisch wielrenner
- Jean Emile Humbert (1771-1839), Nederlands militair ingenieur
- Jean Humbert (1755-1823), Frans generaal
- Jean Humbert (1734-1794), Nederlandse kunstschilder
- Ugo Humbert (1998), Frans tennisspeler
- David Pièrre Giottino Humbert de Superville (1770-1849), Nederlands kunstenaar en geleerde
- Alexander von Humboldt (1769-1859), Pruisisch natuurvorser en ontdekkingsreiziger
- David Hume (1711-1776), Schots filosoof
- John Hume (1937-2020), Noord-Iers politicus
- Tobias Hume (1569-1645), Brits componist en militair
- Pelham Humfrey (1647-1674), Brits componist
- Johann Nepomuk Hummel (1778-1837), Boheems componist
- Kenny van Hummel (1982), Nederlands wielrenner
- Cláudio Hummes (1934-2022), Braziliaans kardinaal
- Engelbert Humperdinck (1854-1921), Duits componist
- Engelbert Humperdinck (1936), Brits zanger
- Hubert Humphrey (1911-1978), Amerikaans politicus
- Barry Humphries (1934-2023), Australisch acteur en komiek
- Tony Humphries (1957), Amerikaans dj

## Hun

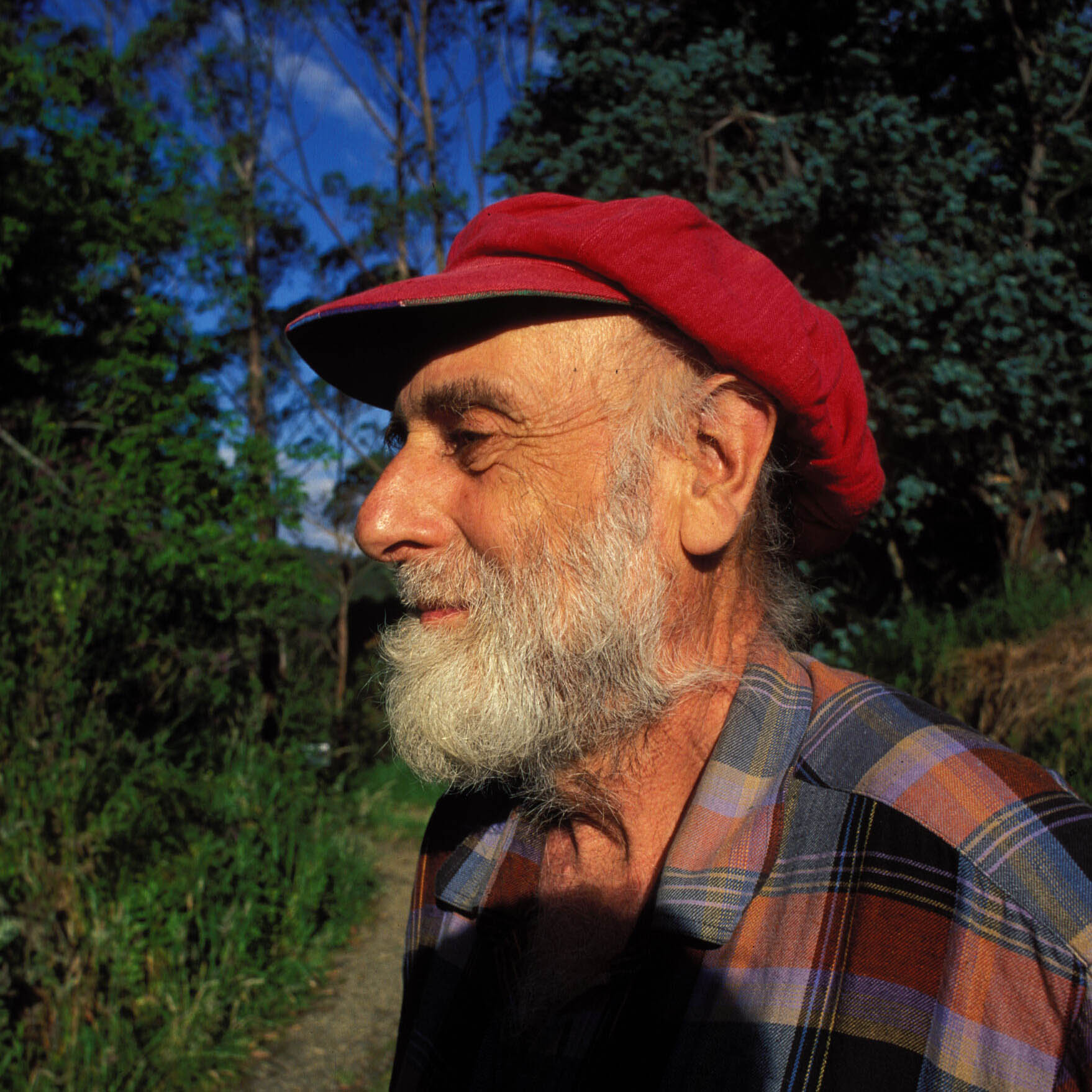
Friedensreich Hundertwasser (1998)

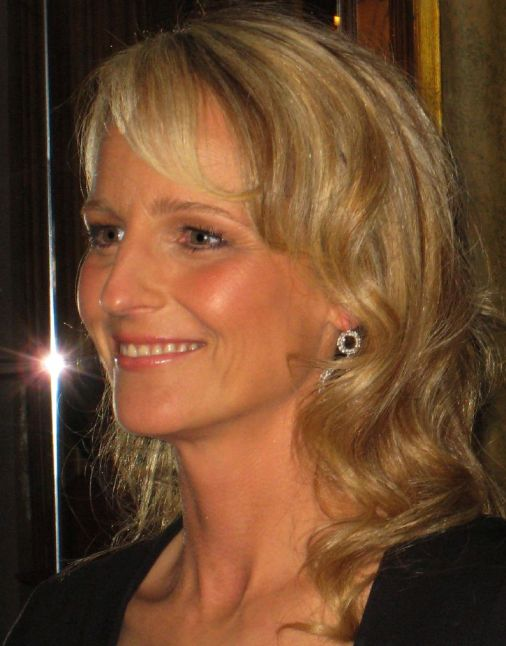
Helen Hunt (2007)

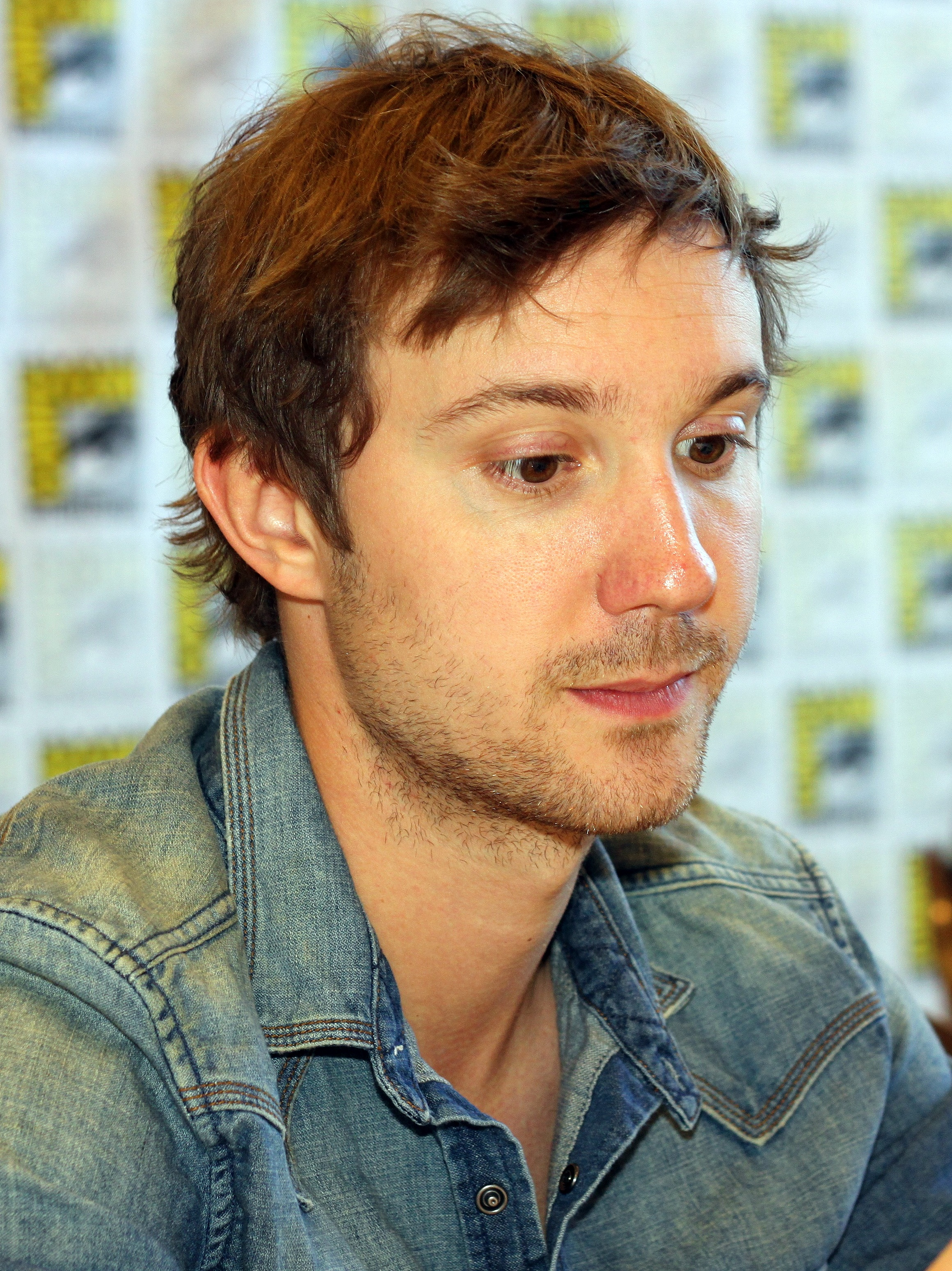
Sam Huntington (2011)

- Fabrice Hünd (1961-2021), Nederlands beeldend kunstenaar
- Marije van Hunenstijn (1995), Nederlands atlete
- George Hungerford (1944), Canadees roeier
- Friedensreich Hundertwasser (1928-2000), Oostenrijks kunstenaar en architect
- Aldith Hunkar (1962), Nederlands televisiepresentatrice
- Aaron Hunt, (1986), Duits voetballer
- Bernard John Hunt, (1930-2013), Engels golfer
- Bonnie Lynn Hunt, (1961), Amerikaans actrice, komiek, schrijver, regisseur, televisieproducent en stemacteur
- Bryan Hunt, (1947), Amerikaans beeldhouwer
- Clark Knobel Hunt, (1965), Amerikaans sportbestuurder
- David Hunt, (1935-2019), Australisch jurist
- Everette Howard Hunt, Jr., (1918-2007), Amerikaans schrijver, geheime dienstmedewerker en crimineel
- Gareth Hunt (1943-2007), Brits acteur
- Guy Hunt (1947), Brits golfer
- Harriet Hunt (1978), Brits schaakster
- Helen Hunt (1963), Amerikaans actrice
- Henry Jackson Hunt (1819-1889), Amerikaans generaal
- Herbert Frederick Hunt (1923-1986), Brits pianist
- James Simon Wallis Hunt (1947-1993), Brits autocoureur
- Jeremy Hunt (1974), Brits wielrenner
- John Hunt (1910-1998), Brits militair officier
- Kevin Hunt (1975), Engels voetballer
- Lamar Hunt (1932-2006), Amerikaans ondernemer
- Linda Hunt (1945), Amerikaans actrice
- Lorraine Hunt (1954-2006), Amerikaans mezzosopraan
- Marcia Virginia "Marsha" Hunt (1917-2022), Amerikaans actrice
- Mark Hunt (1974), Nieuw-Zeelands K-1-vechter
- Peter R. Hunt (1925-2002), Brits filmregisseur
- Richard Hunt (1951-1992), Amerikaans poppenspeler
- Richard Morris Hunt (1827-1895), Amerikaans architect
- Richard Timothy "Tim" Hunt (1943), Brits biochemicus
- Rimo Hunt (1985), Estisch voetballer
- Roger Hunt (1938-2021), Engels voetballer
- Stephen Hunt (1981), Iers voetballer
- William Hunt (1842-1931), Engels geestelijke en historicus
- William Henry Hunt (1790-1864), Engels kunstschilder
- William Holman Hunt (1827-1910), Engels kunstschilder
- Ben Hunt-Davis (1972), Brits roeier
- Klaas-Jan Huntelaar (1983), Nederlands voetballer
- Andrew Hunter (1986), Brits zwemmer
- Charlie Hunter (1996), Australisch atleet
- Duncan Hunter (1948), Amerikaans advocaat en politicus
- Jack D. Hunter (1921-2009), Amerikaans schrijver
- Nicki Hunter (1979), Amerikaans pornoactrice en -regisseur
- Mark Hunter (1978), Brits roeier
- Paul Hunter  Amerikaans videoclip regisseur
- Paul Hunter (1978-2006), Brits snookerspeler
- Ellsworth Huntington (1876-1947), Amerikaans geograaf
- George Huntington (1850-1916), Amerikaans arts
- Sam Huntington (1982), Amerikaans acteur
- Pedro Huntjens (1967), Nederlands atleet
- Ingeborg Hunzinger (1915-2009), Duits beeldhouwster

## Hup
- Thierry Hupond (1984), Frans wielrenner
- Isabelle Huppert (1953), Frans actrice en filmproducente
- Roué Hupsel (1943-2023), Surinaams presentator en schrijver

## Hur

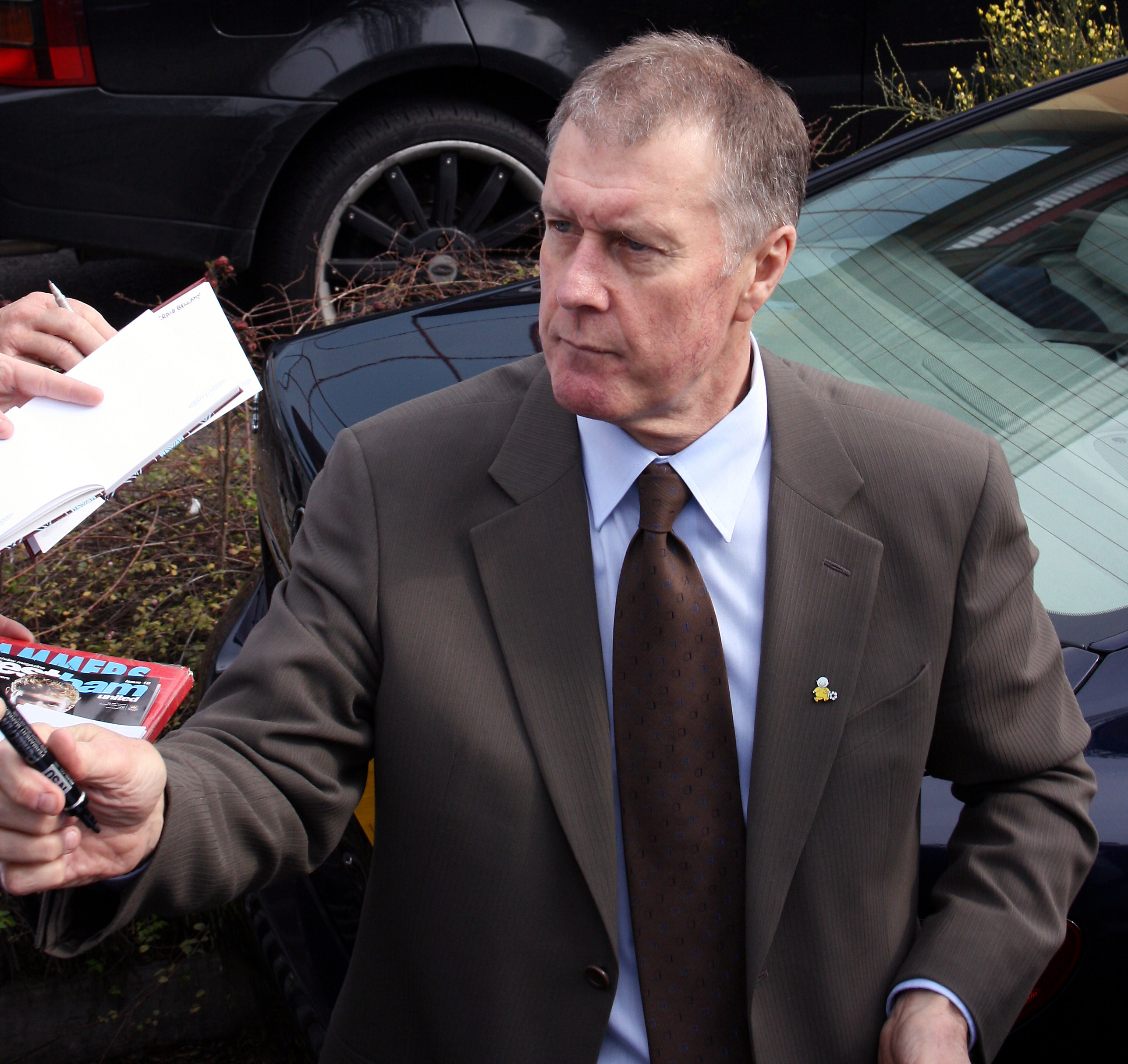
Geoff Hurst

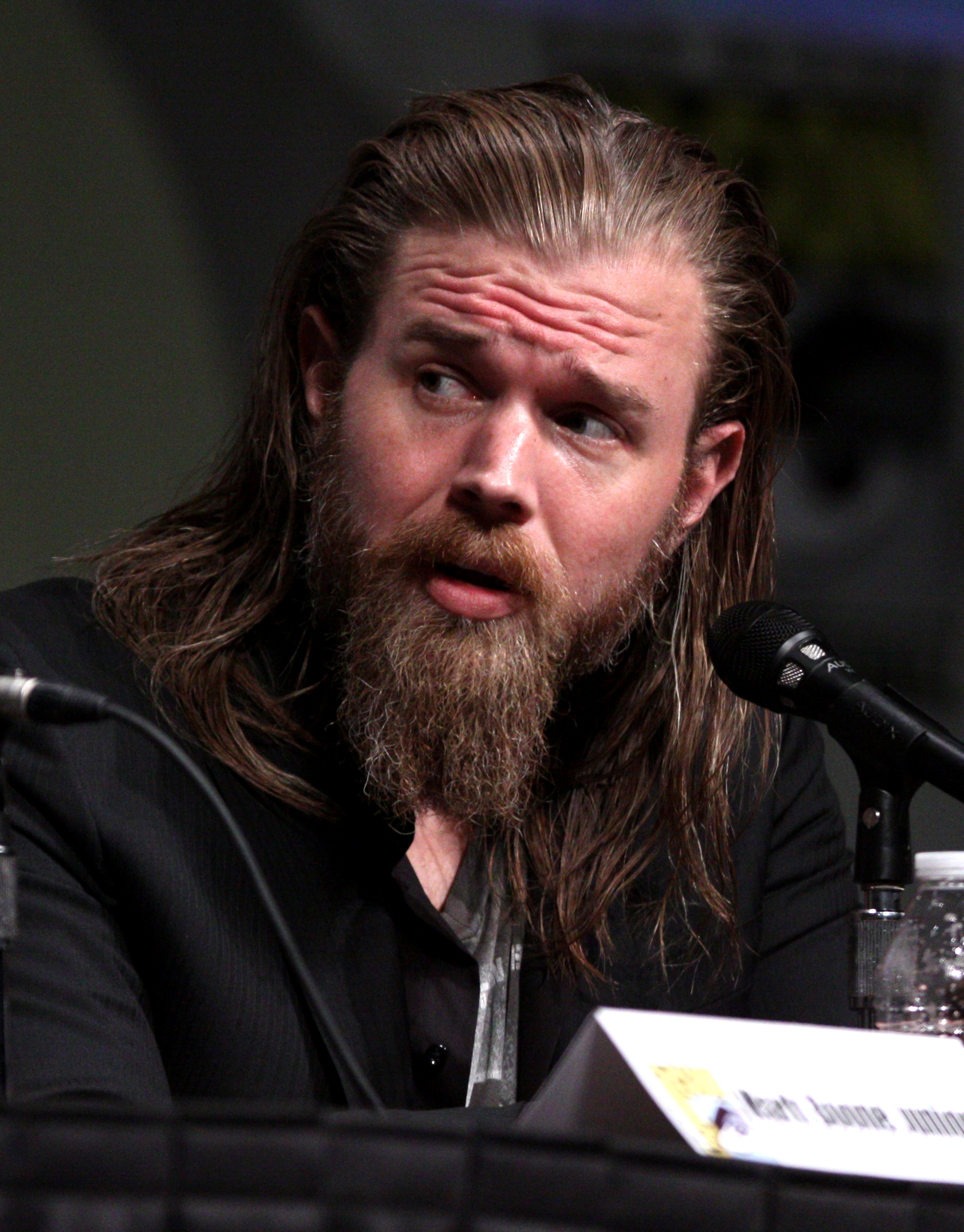
Ryan Hurst 2012

- Pavol Hurajt (1978), Slowaaks biatleet
- Owen Hurcum (1997), Welsh politicus
- Michelle Hurd (1966), Amerikaans actrice
- Paige Hurd (1992), Amerikaans actrice
- Anton van den Hurk (1919-1969), Nederlands verzetsstrijder
- Mimi van den Hurk (1919-2001), Nederlands verzetsstrijder
- Rick van den Hurk (1985), Nederlands honkballer
- Rini Hurkmans (1954), Nederlands kunstenaar
- Peter Hurkos (1911-1988), Nederlands psychiater en helderziende
- Craig Hurley (1968), Amerikaans acteur
- Robert Hurley (1988), Australisch zwemmer
- Christophe Hurni (1962), Zwitsers autocoureur
- Sir Geoff Hurst (1941), Engels voetballer
- Hector Hurst (1992), Brits autocoureur
- Len Hurst (1871-1937), Brits atleet
- Ryan Hurst (1976), Amerikaans acteur
- Zora Neale Hurston (1891-1960), Amerikaans schrijfster, antropologe en folkloriste
- John Hurt (1940), Brits acteur
- William Hurt (1950-2022), Amerikaans acteur
- Eduardo Hurtado (1969), Ecuadoraans voetballer
- Iván Hurtado (1974), Ecuadoraans voetballer
- Mel Hurtig (1932-2016), Canadees uitgever
- Muriel Hurtis-Houairi (1979), Frans sprinster
- Alba Hurup Larsen (2009), Deens autocoureur
- Leonid Hurwicz (1917-2008), Amerikaans econoom en wiskundige

## Hus
- Johannes Hus (1370-1415), Tsjechisch kerkhervormer
- Karel Husa (1921-2016), Amerikaans componist
- Thor Hushovd (1978), Noors wielrenner
- Torri Huske (2002), Amerikaans zwemster
- Stephen Huss (1975), Australisch tennisser
- Manzoor Hussain (1958-2022), Pakistaans hockeyspeler
- Edmund Husserl (1859-1938), Duits filosoof
- Olivia Hussey (1951-2024), Argentijns-Brits actrice
- Augustinus Husson (1907-1966), Belgisch politicus en vakbondsbestuurder
- Robert Hustin (1886-?), Belgisch voetbaldoelman
- Charles Hustinx (1902-1982), Nederlands politicus
- Vilmos Huszár (1884-1960), Hongaars schilder en ontwerper

## Hut

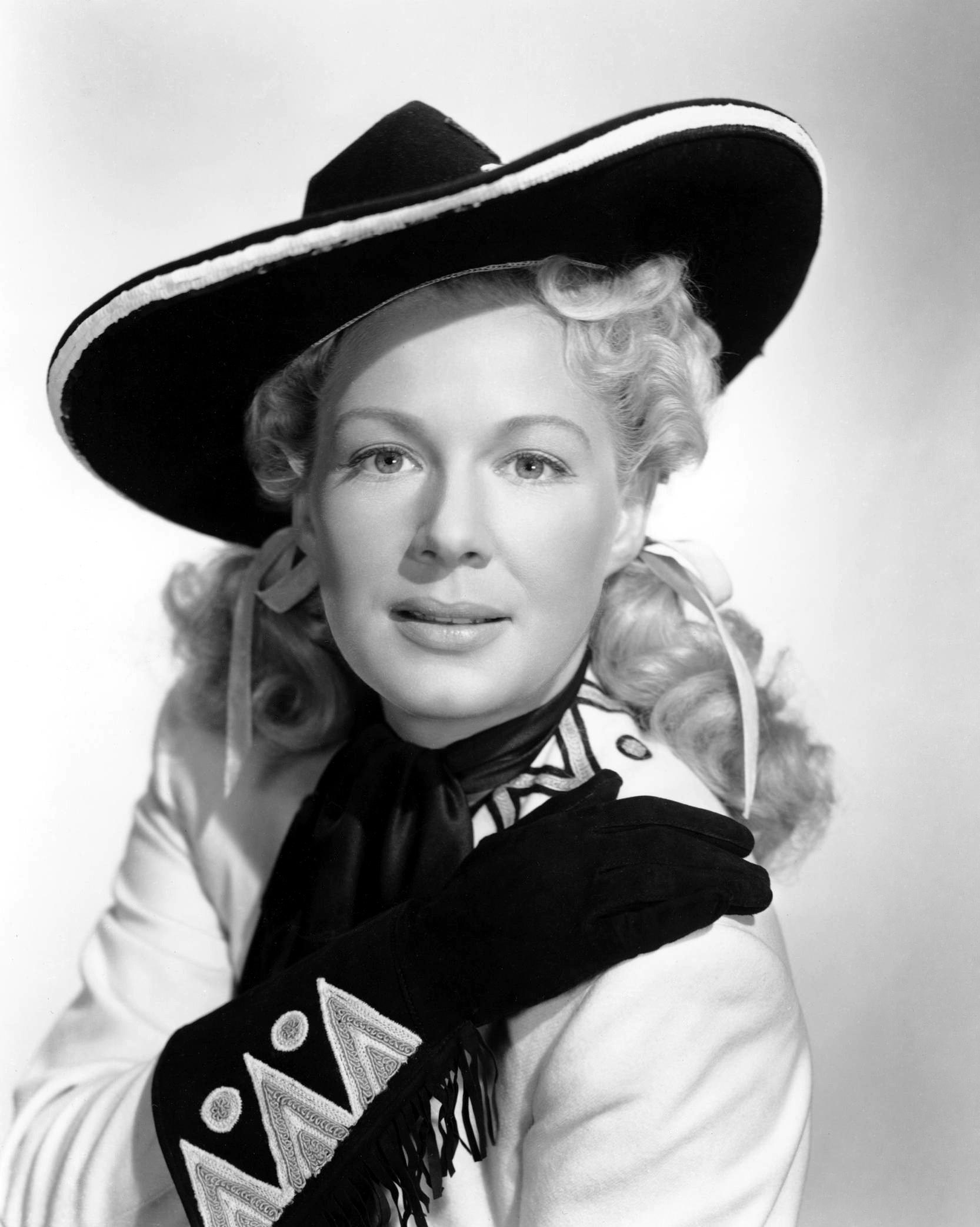
Betty Hutton

- Arjan Hut (1976), Nederlands-Fries schrijver en dichter
- Michael Hutchence (1960-1997), Australisch rockzanger
- G. Evelyn Hutchinson (1903-1991), Brits-Amerikaans ecoloog
- John Hutchinson (1884-1972), Engels botanicus
- Sjef Hutschemakers (1931–2017), Nederlands schilder, etser en glazenier
- Julien Hutsebaut (1920), Belgisch atleet
- Cornelia Hütter (1992), Oostenrijks alpineskiester
- Ralf Hütter (1946), Duits zanger en toetsenist
- Betty Hutton (1921-2007), Amerikaans actrice en zangeres
- Olavi Huttunen (1960), Fins voetballer en voetbalcoach

## Hux
- Aldous Huxley (1894-1963), Brits-Amerikaans dichter, essayist en schrijver
- Rick Huxley (1942-2013), Brits basgitarist
- Thomas Huxley (1825-1895), Brits bioloog

## Huy

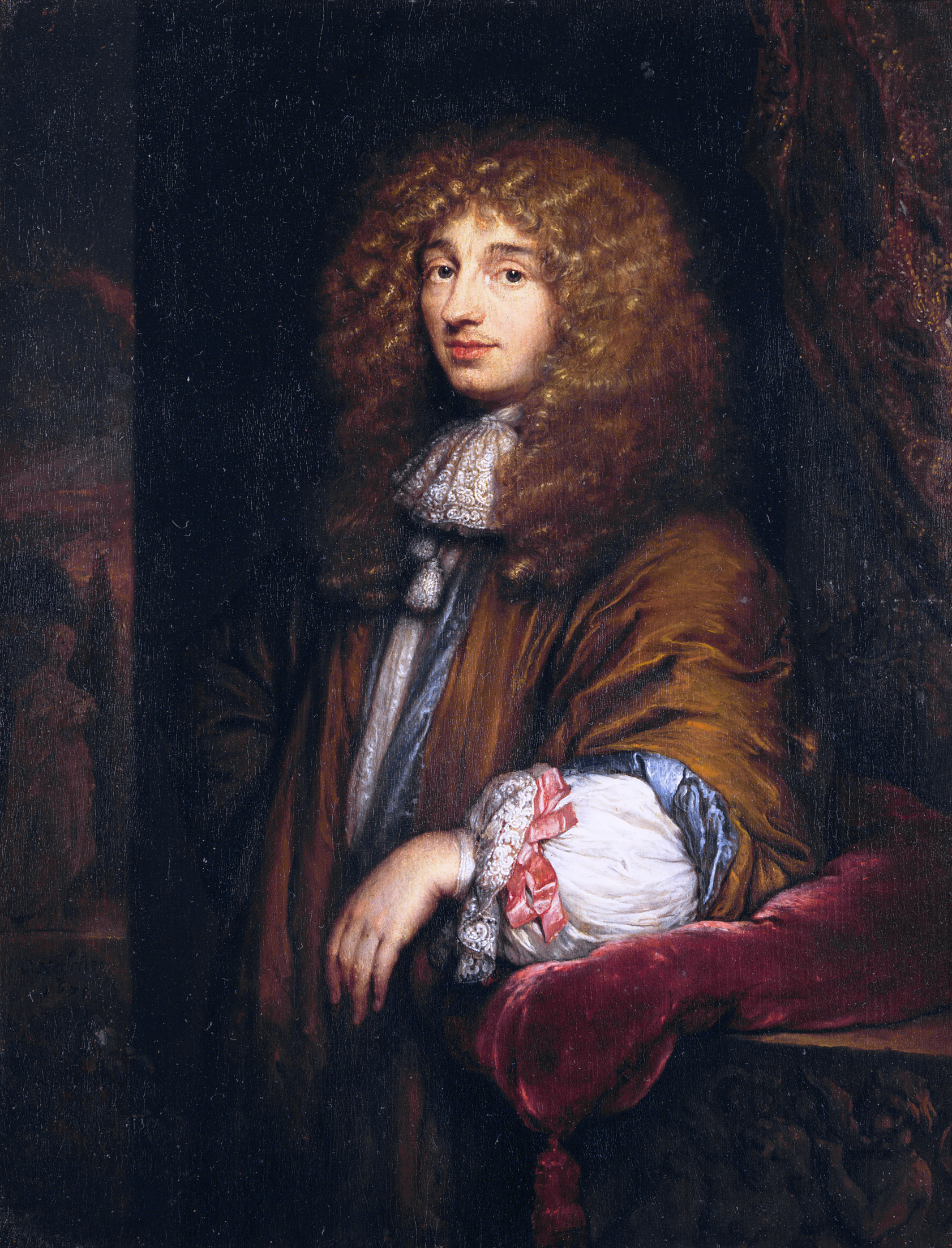
Christiaan Huygens

- Albert Huybrechts (1899-1938), Belgisch componist
- August Huybrechts (1920-2020), Belgisch-Amerikaans componist, muziekpedagoog en organist
- Carl Huybrechts (1951), Belgisch sportcommentator, tv-presentator en politicus
- Gust Huybrechts (1932-2008), Belgisch politicus
- Kim Huybrechts (1985), Belgisch darter
- Léon Huybrechts (1876-1956), Belgisch zeiler
- Lode Huybrechts (1911-1973), Belgisch-Amerikaans componist, muziekpedagoog en organist
- Paul Huybrechts (1946), Belgisch journalist
- Pieter Huybrechts (1956), Belgisch politicus
- Ronny Huybrechts (1965), Belgisch darter
- Sven Huybrechts (?), Belgisch regisseur en scenarioschrijver
- Jeanne Huybrechts-Adriaensens (1928-2017), Belgisch politica
- Petra Huybrechtse (1972), Nederlands atlete
- Jan Pieter Theodoor Huydecoper (1728-1767), Nederlands directeur-generaal van de West-Indische Compagnie
- Frédérique Huydts (1967-2006), Nederlands actrice
- Mandy Huydts (1969), Nederlands zangeres
- Bruno Huygebaert (1961-2011), Belgisch journalist
- Christiaan Huygens (1629-1695), Nederlands wetenschapper
- Constantijn Huygens (1596-1687), Nederlands politicus en dichter
- Constantijn Huygens jr. (1628-1697), Nederlands politicus en wetenschapper
- Cornélie Huygens (1848-1902), Nederlandse schrijver en feministe
- Lodewijk Huygens (1631-1699), Nederlands politicus
- Susanna Huygens (1637–1725), dochter van Constantijn Huygens
- René Huyghe (1906-1997), Frans conservator, kunstpsycholoog en estheticus
- Jan Huyghebaert (1945), Belgisch politicus, ondernemer en bestuurder
- Jérémy Huyghebaert (1989), Belgisch voetballer
- Lien Huyghebaert (1982), Belgisch atlete
- Nicolas Huyghebaert (1912-1982), Belgisch monnik, priester en historicus
- Yvan Huyghebaert (1944), Belgisch bestuurder
- Pieter Huys (1947-2009), Vlaams advocaat en journalist
- Servaes Huys (1940-2016), Nederlands politicus
- Twan Huys (1964), Nederlands journalist
- Pierre Huyskens (1931-2008), Nederlands journalist, schrijver en prins carnaval
- Armand Huysmans (1872-1935), Belgisch advocaat en politicus
- Camille Huysmans (1871-1968), Belgisch politicus
- Constant Huysmans (1928-2016), Belgisch voetballer
- Cornelis Huysmans (1648-1727), Zuid-Nederlands kunstschilder
- Dio Huysmans (1888-1974), Nederlands acteur en toneelregisseur
- Dirk Huysmans (1973), Belgisch voetballer
- Frans Huysmans (1885-1954), Nederlands kunstschilder
- Gerardus Huysmans (1902-1948), Nederlands politicus en bankier
- Jacob Huysmans (1633-1696), Zuid-Nederlands kunstschilder
- Jean Huysmans (1913-1974), Nederlands architect
- Jordy Huysmans (1996), Belgisch voetballer
- Joris-Karl Huysmans (1848-1907), Frans schrijver
- Jos Huysmans (1941-2012), Belgisch wielrenner
- Louis Huysmans (1844-1915), Belgisch politicus
- Renaat Huysmans (1962), Belgisch politicus
- Ruud Huysmans (1935), Nederlands rooms-katholiek priester
- Sara Huysmans (1897-1983), Belgisch ambtenaar
- Willem Huysmans (1878-1968), Nederlands acteur